# Ceutorhynchus rapae
Ceutorhynchus rapae är en skalbaggsart som beskrevs av Leonard Gyllenhaal 1837. Ceutorhynchus rapae ingår i släktet Ceutorhynchus, och familjen vivlar. Arten är reproducerande i Sverige.